# Nadhim Zahawi

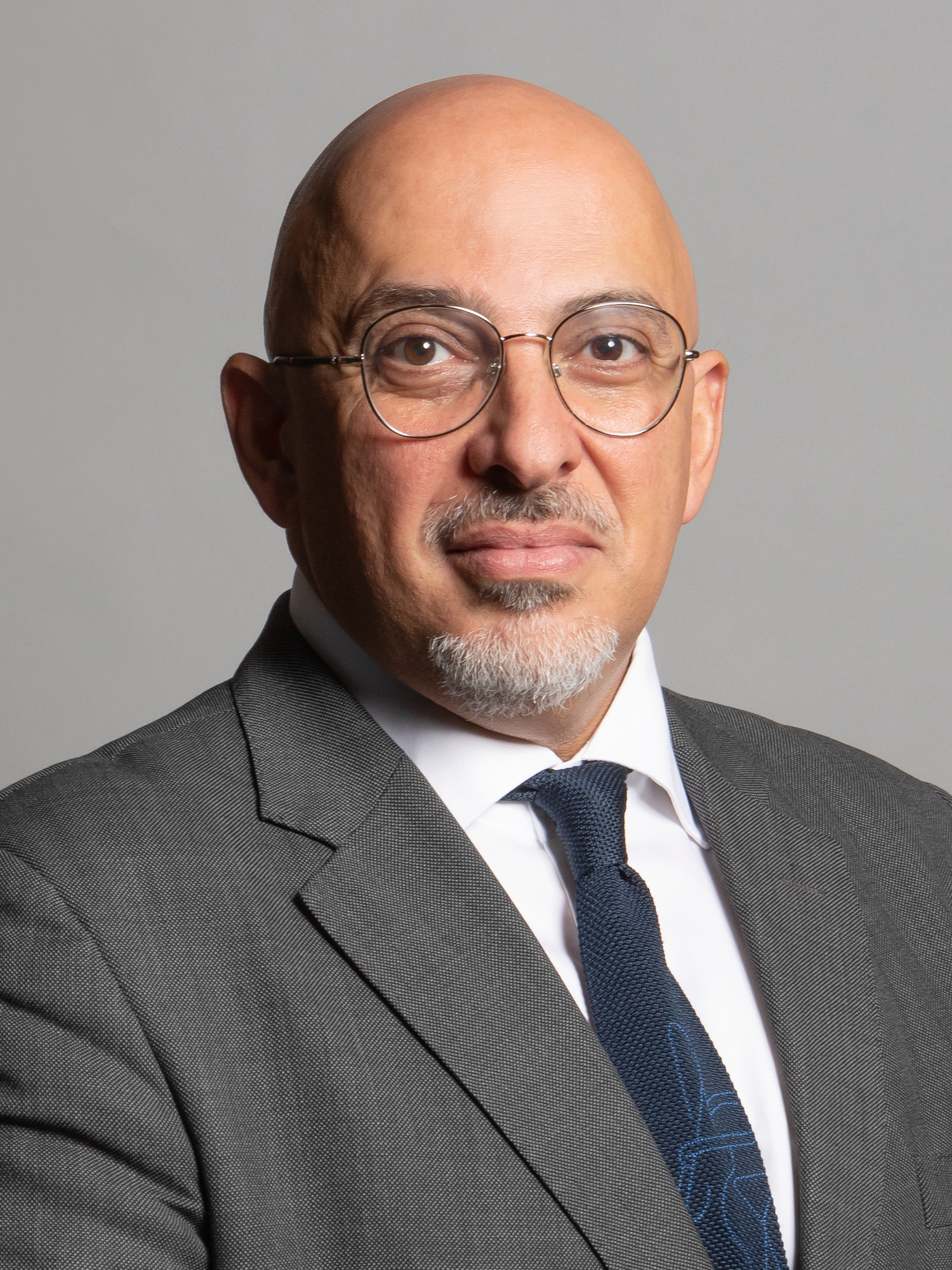
Nadhim Zahawi (2020)

Nadhim Zahawi (arabisch: ناظم الزهاوي, romanisiert: Nāẓim az-Zahāwī; * 2. Juni 1967 in Bagdad, Irak) ist ein britischer Politiker der Conservative Party. Ab dem 25. Oktober 2022 war er Minister ohne Geschäftsbereich im Kabinett Sunak, zuvor war er ab dem 6. September 2022 Chancellor of the Duchy of Lancaster sowie Minister für Gleichstellung und Regierungszusammenarbeit des Vereinigten Königreichs in der Regierung von Liz Truss. In der Regierung von Boris Johnson war er von September 2021 bis Juli 2022 Bildungsminister und von Juli bis September 2022 Schatzkanzler.
Nach einer Steueraffäre entließ ihn Premierminister Sunak am 29. Januar 2023.

## Leben
Nadhim Zahawi wurde am 2. Juni 1967 in Bagdad als Sohn eines Unternehmers und einer Zahnärztin geboren. Sein Großvater war von Mai 1959 bis November 1960 Gouverneur der irakischen Zentralbank gewesen. Nachdem Saddam Hussein die Regierungsgewalt erlangt hatte, floh die Familie, die der nun verfolgten kurdischen Minderheit angehörte, 1976 und ließ sich in England nieder. Zu den seine Jugend prägenden Erlebnissen gehörte eine Phase der Mittellosigkeit, nachdem der Vater die Ersparnisse der Familie in ein Unternehmen investiert hatte, das anschließend bankrottging. Diese finanziellen Schwierigkeiten hätten Nadhim Zahawi angeblich beinahe die Möglichkeit des Universitätsstudiums genommen; schließlich konnte er aber dennoch Chemieingenieurwesen am University College London studieren.
2000 gründete Zahawi gemeinsam mit Stephen Shakespeare das Marktforschungsunternehmen YouGov, welches er von 2005 bis 2010 als Geschäftsführer leitete. Nach seiner Wahl ins britische Unterhaus arbeitete er zwischen 2010 und 2018 im Nebenberuf unter anderem für das Unternehmen Gulf Keystone Petroleum, welches Erdöl in der Autonomen Region Kurdistan fördert.
Zahawi ist seit 2004 mit Lana Saib verheiratet und Vater von drei Kindern. Seit 2010 betreiben sie gemeinsam die Immobilienfirma Zahawi & Zahawi, die Januar 2023 wegen Krediten aus unbekannten Quellen in die Schlagzeilen geriet.
Im Jahr 2024 erschien mit Mr Bates vs The Post Office eine vierteilige Miniserie über den Royal-Mail-Horizon-Skandal. In der Serie spielt Zahawi sich selbst.

## Politik
Zahawi wurde als konservativer Stadtrat in Putney im Londoner Bezirk Wandsworth gewählt, wo er von 1994 bis 2006 drei Amtszeiten verbrachte.
1997 kandidierte er für das House of Commons in Erith und Thamesmead, wo er dem Kandidaten von Labour unterlag. 2010 zog Zahawi als Kandidat der Konservativen für den Wahlkreis Stratford-on-Avon ins House of Commons ein und wurde bei den Unterhauswahlen 2015, 2017 und 2019 wiedergewählt.
Bei der Kabinettsumbildung 2018 trat Zahawi als Parlamentarischer Staatssekretär für Kinder und Familien in die Regierung von Theresa May ein. Nach der Ernennung von Boris Johnson zum Premierminister wurde er zum parlamentarischen Staatssekretär für Wirtschaft und Industrie ernannt, und 2020 wurde ihm als parlamentarischem Staatssekretär für den Einsatz des COVID-19-Impfstoffs Verantwortung für das COVID-19-Impfprogramm übertragen. Bei der Kabinettsumbildung im September 2021 wurde er zum Bildungsminister im Kabinett Johnson II. befördert. Nach dem Rücktritt des bisherigen Schatzkanzlers Rishi Sunak aus Protest gegen die Amtsführung von Boris Johnson am 5. Juli 2022 wurde Zahawi am selben Tag zu dessen Nachfolger berufen. Zwei Tage nach seiner Ernennung als Schatzkanzler rief Zahawi nach weiteren zwischenzeitlichen Rücktritten von Kabinettsmitgliedern Premierminister Johnson am 7. Juli 2022 ebenfalls zum Rücktritt auf, blieb aber selbst weiter im Amt.
Nach dem Rücktritt Johnsons kündigte Zahawi am 9. Juli 2022 an, bei der anstehenden Wahl für dessen Nachfolge als Vorsitzender der Konservativen Partei und Premierminister zu kandidieren. Am 13. Juli 2022 schied er als Kandidat aus, nachdem er die erforderliche Unterstützung von mindestens 30 Unterhausabgeordneten seiner Fraktion verfehlt hatte.
Nach der Amtsübernahme von Liz Truss als Premierministerin wurde Zahawi am 6. September 2022 in deren neuem Kabinett zum Chancellor of the Duchy of Lancaster, Minister for Equalities sowie zum Minister for Intergovernmental Relations ernannt, er verlor diese Ämter mit dem schnellen Scheitern dieser Regierung und wurde im Nachfolgekabinett von Premierminister Rishi Sunak nur noch Minister ohne Geschäftsbereich.

## Steueraffäre
Im Januar 2023 wurde bekannt, dass Zahawi sich im August 2022 mit der Steuerbehörde HMRC im Rahmen eines Vergleichs geeinigt hatte, mehrere Millionen Pfund zu zahlen. Er hatte der Behörde 3,7 Millionen Pfund geschuldet. Zusammen mit einer Strafzahlung und Zinsen wird die Gesamtsumme auf über 4,8 Millionen Pfund geschätzt. Zahawi nutzte die in Gibraltar registrierte Offshorefirma Balshore Investments, einen Familien-Treuhänderfonds, der 42,5 % der Aktienanteile am Meinungsforschungsunternehmen YouGov hielt, um Steuern zu hinterziehen. 2018 verkaufte Balshore die YouGov-Aktien, angeblich für 27 Millionen Pfund. Danach wurden Forderungen nach seinem Rücktritt als Minister laut, sowohl von der Opposition als auch aus der eigenen Partei. Nach längerem Zögern wurde er von Premierminister Sunak nach Konsultation seines Beraters Laurie Magnus am 29. Januar 2023 wegen Verstößen gegen den Verhaltenscodex für Minister entlassen.